# 淋浴

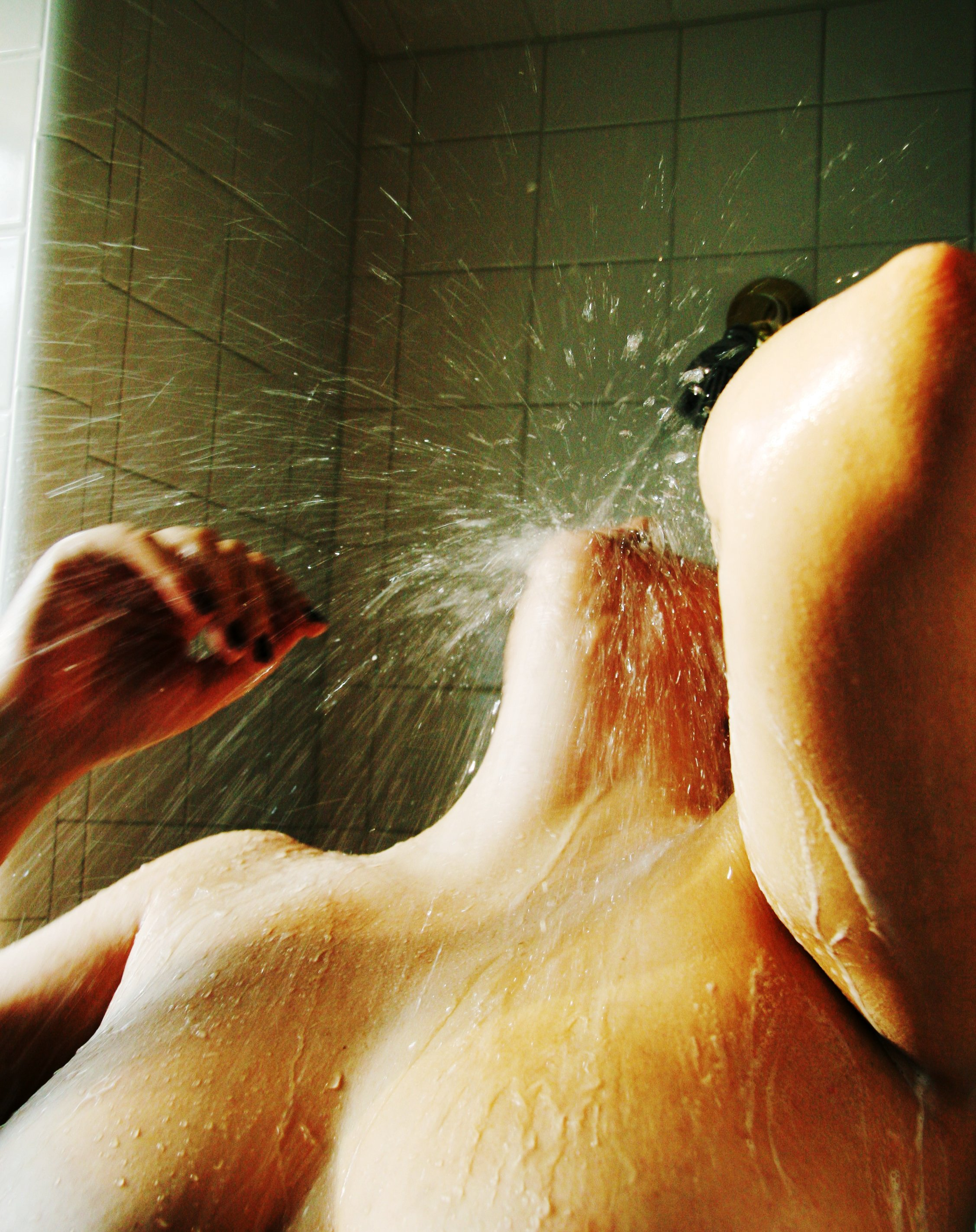
室内淋浴

淋浴，又名花灑浴，是站立式的沐浴方法。淋浴是用花灑作為沐浴的方式，比起浴缸的盆浴方式更省水、省地方空間的室內設計，較符合環保理念。一份統計指出淋浴較盆浴可節省3－4倍1水量。
独立或步入式淋浴間，使用企缸而非浴缸。
在不便安設浴缸的地方，淋浴是首選，例如公眾泳池、更衣室。
在熱帶/亞熱帶地區等氣候較炎熱處，如广东、香港、澳門、新加坡、馬來西亞等地，淋浴通稱沖涼，而淋浴間又稱為「沖涼房」。
在大自然，淋浴的水源來自川河山谷流下來的活水，由頭到腳沖刷。與盆浴不可相比。

## 註解
- ^  注解1：淋浴較盆浴的省水效率到底有多少，會因比較基準的不同而有變化，如淋浴3分鐘與淋浴30分鐘消耗水量相差10倍，但盆浴3分鐘與盆浴30分鐘消耗水量是固定不變的；所用蓮蓬頭種類也有影響，使用低流量蓮蓬頭進行比較時在省水效率上會有較佳表現。若采用海軍淋浴法则更加节约用水量。

## 參看
- 省水效率
- 肥皂
- 洗頭水
- 沐浴露
- 浴簾
- 毛巾
- 海軍淋浴法